# Pseudojana grandis
Pseudojana grandis är en fjärilsart som beskrevs av Rothschild 1917. Pseudojana grandis ingår i släktet Pseudojana och familjen Eupterotidae. Inga underarter finns listade.